# Cantonul Neuvic (Corrèze)
Cantonul Neuvic (Corrèze) este un canton din arondismentul Ussel, departamentul Corrèze, regiunea Limousin, Franța.

## Comune
- Chirac-Bellevue
- Lamazière-Basse
- Liginiac
- Neuvic (reședință)
- Palisse
- Roche-le-Peyroux
- Sainte-Marie-Lapanouze
- Saint-Étienne-la-Geneste
- Saint-Hilaire-Luc
- Sérandon